# Свеклино (Кувшиновский район)
Свеклино — деревня в Кувшиновском районе Тверской области России.
Относится к Прямухинскому сельскому поселению. Находится в 27 километрах (по грунтовой дороге) к югу от районного центра Кувшиново.

## Население
| 2008 | 2010 |
| ---- | ---- |
| 5    | ↘1   |

## История
До 17 декабря 2015 года деревня входила в ныне упразднённое Заовражское сельское поселение.